# Eamon’s Day
Eamon's Day is het tweede muziekalbum van de Nederlandse band US. Het is op dit duidelijk album welke band de grootste invloed heeft gehad op de bandleden: Genesis, uit hun periode rondom Nursery Cryme. Ten opzichte van hun eerste album is de zang en productie verbeterd.

## Musici
- Stephan Christiaans – zang
- Jos Wernars – basgitaar, zang
- Ernest Wernars – toetsen;
- Paul van Velzen – slagwerk
- Peter de Frankrijker – gitaar

## Composities
Alle teksten en muziek van Jos Wernars, behalve waar aangegeven
1. Eamon’s Day (10:16) (tekst van Velzen)
2. Sea song (15:33)
3. Happy suburbua ’78 (5:17) (tekst en muziek Ernest Wernars)
4. The tunnel (6:09)
5. Life in progress (phase I-IX) (27:24)